# مکانیک: رستاخیز
مکانیک: رستاخیز (به انگلیسی: Mechanic: Resurrection) یک فیلم اکشن و مهیج آمریکایی به کارگردانی دنیس گانزل و نویسندگی فیلیپ شلبی می‌باشد. این فیلم دنبالهٔ فیلم مکانیک سال ۲۰۱۱، با بازی جیسون استاتهام و جسیکا آلبا است و در تاریخ ۲۶ اوت ۲۰۱۶ اکران شد.

## اکران
این فیلم که بنا بود در ۲۲ ژانویه ۲۰۱۶ اکران شود با سه بار تأخیر در اکران روبرو شد تا سرانجام در ۲۶ اوت ۲۰۱۶ و در بیش از دو هزار سینما اکران شد.

## خلاصه داستان
آرتور بیشاپ (جیسون استاتهام)، باید ۳ نفر را بکشد تا بتواند دوست‌دخترش (جسیکا آلبا) را که توسط ریا کرین (سم هزلدین) به گروگان گرفته شده‌است، آزاد کند اما…

## مشروح داستان
از زمانی که آرتور بیشاپ مرگ خود را صحنه‌سازی کرده، با نام سانتوس زندگی آرامی را در ریو دو ژانیرو می‌گذراند. او با زنی به نام رنی ترن روبه‌رو می‌شود که هویت واقعی او را می‌داند و می‌گوید کارفرمایش می‌خواهد بیشاپ سه نفر را ترور کند و مرگ آن‌ها را به‌گونه‌ای صحنه‌سازی کند که تصادفی به نظر برسد. بیشاپ از دست او و مزدورانش می‌گریزد و به تایلند فرار می‌کند. او در خانهٔ ساحلی دوستش، می، در جزیره‌ای تفریحی پناه می‌گیرد و درمی‌یابد که ترن برای ریاه کرین کار می‌کند.
مدتی بعد، زنی آسیب‌دیده به نام جینا تورنتون برای دریافت کمک بهداشتی نزد می می‌رود و سپس به قایقی که در نزدیکی لنگر انداخته بازمی‌گردد. می می‌بیند که مردی در آن قایق او را کتک می‌زند و بیشاپ را آگاه می‌سازد. آن دو با هم تورنتون را نجات می‌دهند، اما در درگیری، سر آن مرد به مانعی برخورد کرده و می‌میرد. بیشاپ تلاش می‌کند هویت مرد را شناسایی کند اما ناکام می‌ماند و در نهایت قایق را به آتش می‌کشد.
در حالی که می به زخم‌های تورنتون رسیدگی می‌کند، بیشاپ متوجه می‌شود که تورنتون نیز با کرین در ارتباط است و به این نتیجه می‌رسد که کرین از ابتدا نقشه کشیده بود تا بیشاپ به او دل ببندد، سپس او را بدزدد تا بیشاپ را وادار به انجام ترورها کند. با روبه‌رو شدن با این نظریه، تورنتون می‌گوید که کرین تهدید کرده بود اگر همکاری نکند، به پرورشگاه کودکان در کامبوج که او اداره می‌کند آسیب خواهد رساند. در روزهای بعد، بیشاپ و تورنتون به هم دل می‌بندند. همان‌طور که انتظار می‌رفت، مزدوران کرین از راه می‌رسند و آن‌ها را می‌ربایند.
کرین تورنتون را گروگان می‌گیرد تا اطمینان یابد که بیشاپ مأموریت‌ها را انجام می‌دهد. هدف نخست، یک ارباب جنگ به نام «کریل» است که در زندانی در مالزی نگهداری می‌شود. بیشاپ خود را به زندان می‌اندازد و با کشتن یکی از دشمنان کریل، اعتماد او را جلب می‌کند. سپس با تزریق بیش از حد زهر مار، کریل را می‌کشد و با کمک نیروهای کرین فرار می‌کند.
هدف دوم، آدریان کوک، یک میلیاردر اهل سیدنی و قاچاقچی پیشین کودکان است. بیشاپ با دور زدن امنیت شدید پنت‌هاوس او، با استفاده از لوله‌ای حاوی مواد شیمیایی، کف شیشه‌ای استخر معلقش را می‌شکند. شیشه ترک برمی‌دارد و کوک به پایین سقوط کرده و می‌میرد.
در هنگام گزارش هدف سوم، کرین به بیشاپ اجازه می‌دهد با تورنتون تماس بگیرد. او دوربین را جابه‌جا می‌کند تا بیشاپ بتواند قایق کرین را شناسایی کند. بیشاپ سعی می‌کند او را نجات دهد، اما کرین این تلاش را ناکام می‌گذارد.
هدف نهایی، مکس آدامز، یک فروشندهٔ آمریکایی اسلحه در وارنای بلغارستان است. بیشاپ هنگام برنامه‌ریزی برای کشتن او متوجه می‌شود که همهٔ اهداف، رقبای اصلی کرین در تجارت اسلحه هستند. او نزد آدامز می‌رود، به او هشدار می‌دهد و درخواست همکاری می‌کند. سپس با صحنه‌سازی مرگ آدامز، به کرین گزارش موفقیت خود را می‌دهد و او را به سمت پناهگاه زیردریایی هدایت می‌کند تا جسد را بیابد.
در آن‌جا، بیشاپ نیروهای کرین را نابود می‌کند و به‌سوی قایق کرین می‌رود. او با دیگر مزدوران مبارزه کرده، تورنتون را نجات می‌دهد و درمی‌یابد که قایق بمب‌گذاری شده‌است. تورنتون را در کپسول اضطراری قرار می‌دهد، باقی مزدوران را می‌کشد، کرین را شکست می‌دهد و با زنجیری فلزی به قایق می‌بندد. انفجار بمب‌ها باعث مرگ کرین و ظاهراً بیشاپ می‌شود.
تورنتون نجات می‌یابد و لاشهٔ قایق کرین جمع‌آوری می‌شود. او به کامبوج بازمی‌گردد و بار دیگر به تدریس می‌پردازد، اما ناگهان بیشاپ را زنده می‌بیند. آدامز درمی‌یابد که بیشاپ از طریق محفظهٔ زنجیر لنگر نجات یافته، اما برای نشان‌دادن قدردانی‌اش از اینکه بیشاپ جانش را نجات داد و انحصار تجارت اسلحه را به او سپرد، همهٔ شواهد زنده‌بودن بیشاپ را از بین می‌برد.